# Satolas-et-Bonce
Satolas-et-Bonce is een gemeente in het Franse departement Isère (regio Auvergne-Rhône-Alpes). De plaats maakt deel uit van het arrondissement La Tour-du-Pin. Satolas-et-Bonce telde op 1 januari 2022 2.540 inwoners. 

## Geografie
De oppervlakte van Satolas-et-Bonce bedroeg op 1 januari 2022 16,8 vierkante kilometer; de bevolkingsdichtheid was toen 151,2 inwoners per km².

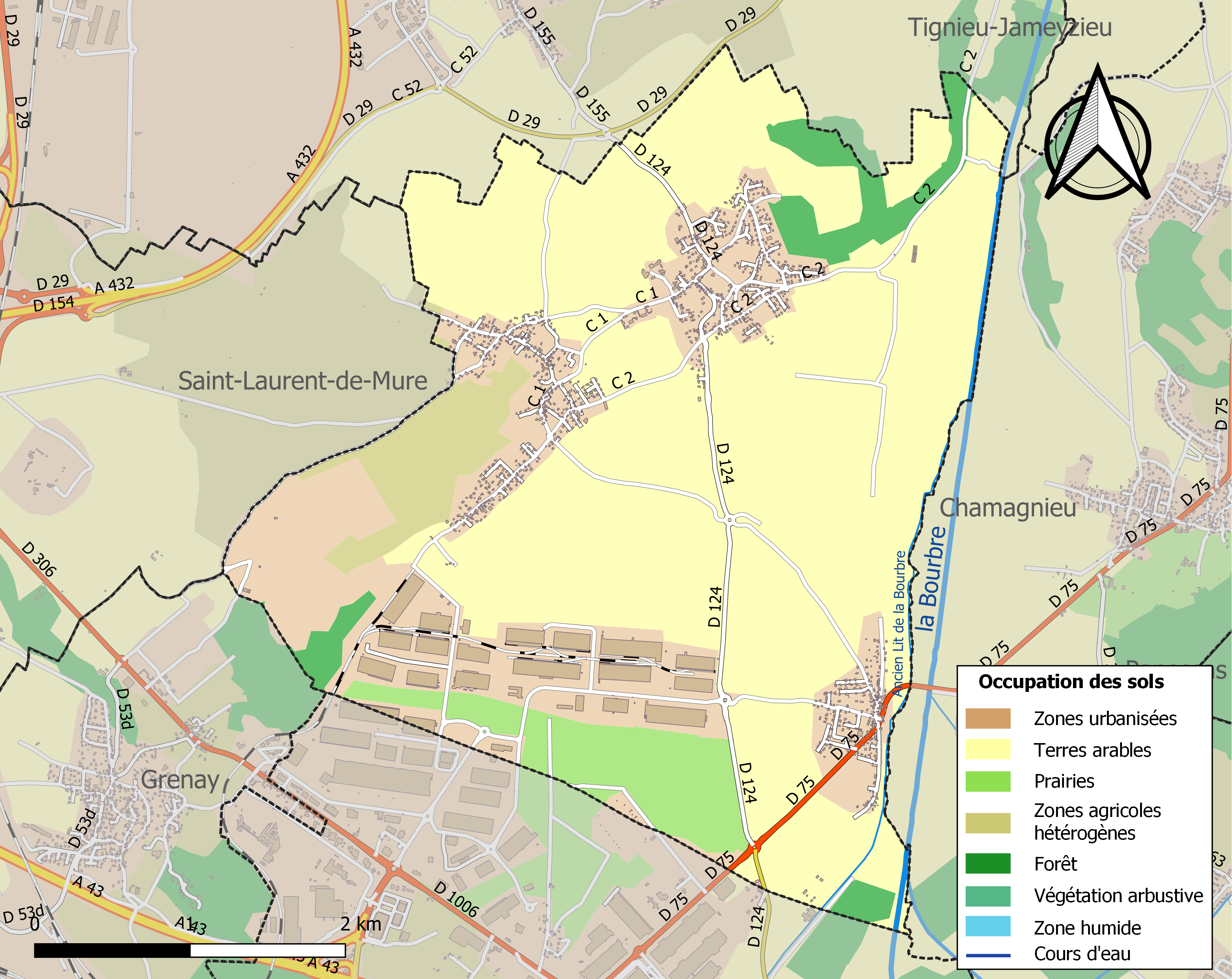
Kaart van de gemeente met de belangrijkste infrastructuur, bodemgebruik en omliggende gemeenten

## Demografie
Onderstaande figuur toont het verloop van het inwonertal (bron: INSEE-tellingen).